# 朴日哲
朴日哲（박일철，1996年3月26日—），北韓越野滑雪男子運動員，他於2018年平昌冬季奧運會出戰15公里自由式賽事，在119名參賽者以第107名完成賽事，時間為43分43秒4。

## 資料來源
1. ↑  . www.pyeongchang2018.com. 16 February 2018  [16 February 2018]. （原始内容存档于2018-02-17） （英语）.